# أرجيليت
الأرجيليت (بالإنجليزية: Argillite)، هو صخر رسوبي دقيق الحبيبات يتألف من جُزيئات الطين المتدفقة. تكون صلابتها أكثر من الصخرة الطينية أو الغرينية لكنها اقل من الشيل.